# نصف دولار مقاطعة يورك الذكرى المئوية الثالثة
نصف دولار مقاطعة يورك، مين، الذكرى المئوية الثالثة هو عملة تذكارية بقيمة 50 سنتًا سُكت في عام 1936 للاحتفال بالذكرى المئوية الثالثة (الذكرى السنوية 300) لتأسيس مقاطعة يورك، مين. يُظهر الوجه الأمامي حامية براون، الحصن الذي تشكلت حوله مقاطعة يورك، بينما يُصور الوجه الخلفي شعارات المقاطعة.
شهد عام 1936 موجة من الهوس بالعملات التذكارية، حيث أقر الكونغرس الأمريكي بعض العملات ذات أهمية محلية في المقام الأول؛ كانت عملة مقاطعة يورك واحدة من هذه العملات. أقر الكونغرس التشريع الذي يسمح بنصف الدولار دون معارضة في النصف الأول من عام 1936. صمم هذا العدد الفنان والتر إتش ريتش من ولاية ماين، وحاز عمله على مزيج من الثناء وعدم الإعجاب من قِبل مؤلفي العملات.
طلبت اللجنة المسؤولة عن بيع العملات المعدنية للجمهور أن يُسك الحد الأقصى من العملات المعدنية وهو 30 ألف عملة، ولكن لأسباب غير مؤكدة، ضرب دار سك العملة في فيلادلفيا  25 ألف عملة فقط للبيع العام. بيع أقل من 19,000 بحلول عام 1937، أكثر من النصف لسكان ولاية ماين، وبيع الباقي في الخمسينيات. اعتبارًا من عام 2020، يبلغ سعر نصف دولار مقاطعة يورك حوالي 200 دولار، اعتمادًا على الحالة.

## الخلفية والنشأة
أول مستوطنة أوروبية في ما يُعرف الآن بولاية ماين في ساكو عام 1631، حيث بناء الحصن المعروف باسم حامية براون. في عام 1636، تأسست مقاطعة يورك، وهي أول مقاطعة في ولاية ماين وأقصى جنوبها وواحدة من أقدم الوحدات السياسية في الولايات المتحدة.
ارتفعت في عام 1936، قيمة سوق العملات التذكارية الأمريكية بسبب الإصدارات قليلة العدد. حتى عام 1954، كان بيع كامل سك هذه الإصدارات بالقيمة الاسمية من قِبل الحكومة لمجموعة مرخصة من قِبل الكونغرس، وحاولت بعد ذلك بيع العملات المعدنية لتحقيق ربح للجمهور. دخلت القطع الجديدة بعد ذلك السوق الثانوية، وفي أوائل عام 1936 بيعت جميع القطع التذكارية السابقة بسعر أعلى من أسعار إصدارها. جذبت الأرباح السهلة التي يمكن تحقيقها من خلال شراء وحمل العملات التذكارية العديد من المهتمين بعلم العملات، وسعوا إلى شراء الإصدارات الجديدة. أصدر الكونغرس عددًا كبيرًا من العملات التذكارية في عام 1936؛ وسُك ما لا يقل عن خمسة عشر إصدارًا جديدًا، ووافق على كل منها بموجب تشريع. بناءً على طلب المجموعات المخولة بشرائها، انتج العديد من العملات المعدنية التي سُكت في السنوات السابقة ويعود تاريخها إلى عام 1936، وكان أطولها عمرًا هو نصف دولار تذكاري لمسار أوريغون، والذي سك لأول مرة في عام 1926.
كان نصف دولار مقاطعة يورك، ماين، بمناسبة الذكرى المئوية الثالثة واحدًا من العديد من العملات التذكارية المبكرة التي صدرت على الرغم من أهميتها المحلية في الغالب، وليس الوطنية. ووافقوا على التذكارية إلى حد كبير بسبب العلاقات التي كانت لدى العديد من رعاة العملة، بما في ذلك عالم العملات والتر بي نيكولز، الذي كان في ذلك الوقت أمين صندوق لجنة إحياء ذكرى تأسيس مقاطعة يورك. أُقر مشروع القانون الذي يجيز سك العملة في ذروة سوق المضاربة في العملات التذكارية. كتب ريك سير في مقال له عام 2011: "بحلول عام 1936، وبفضل التشريعات التمكينية التي قدمها أعضاء الكونغرس، أصبح من الممكن- أو تقريبًا- سك عملة معدنية لمراقبة نزهة في المدينة.... على الرغم من عدم وجود أي دليل ورقي يُظهر رشاوى من المروجين المحليين، إلا أن التلاعب كان قائمًا ولم يُعر أحد اهتمامًا يُذكر. يمكن وصف الاستجابة الوطنية والاهتمام بالذكرى السنوية الـ 300 لمقاطعة يورك بسخاء بأنه "هاه؟" ووفقًا للمؤلف المتخصص في علم العملات آرلي سلابو، "من بين العديد من مشاريع القوانين المقدمة في الكونغرس لنصف دولار لإحياء ذكرى الأماكن أو الأحداث "المحلية"، هذا هو المشروع الذي نجح في الإقرار. وعلى الرغم من أهمية مقاطعة يورك لولاية مين، إلا أنني أأسف لعدم وجود الكثير مما يمكن قوله عن هذه العملة التذكارية التي ستكون ذات أهمية كبيرة لشخص في ولاية بعيدة." وكما قال أنتوني سوياتيك، ووالتر برين في مجلدهما عن العملات التذكارية، "بصرف النظر عن إصدار فورت فانكوفر، ربما يكون هذا هو احتفال الفخر المحلي الأكثر غموضًا الذي يُكرم بعملة تذكارية. "مقاطعة يورك، ماين، هي أقدم مقاطعة في الولاية وأقصى جنوبها، لكننا لا نعرف أي حدث ذي أهمية وطنية نشأ هناك."

## تشريع
قُدم مشروع قانون لتفويض نصف دولار مقاطعة يورك إلى مجلس الشيوخ الأمريكي في 8 مايو 1936 من قِبل السيناتور والاس إتش وايت من ولاية ماين. وأُحيل إلى لجنة المصارف والعملة. قدمت تلك اللجنة تقريرها في 21 مايو 1936، من خلال ألفا ب. آدامز من كولورادو. كان السيناتور آدامز سمع عن إساءة استخدام العملات التذكارية في منتصف ثلاثينيات القرن العشرين، حيث كانت العملات المعدنية القليلة غير متاحة فعليًا لهواة الجمع، أو قيام المصدرين بزيادة عدد العملات المعدنية اللازمة لمجموعة كاملة من خلال إصدارها في دور سك مختلفة بعلامات سك مختلفة؛ عُقد جلسات استماع بشأن هذا في 11 مارس/أذار 1936. وهكذا، أشار تقرير اللجنة إلى أن مشروع القانون الأصلي قد عُدِّل "بالتعديلات الموحدة التي اعتمدتها اللجنة كسياسة تشريعية"، بما في ذلك اشتراط إصدار ما لا يقل عن 25 ألف قطعة نقدية، وتقييد الإصدار بدار سك واحدة يختارها مدير دار السك . 
قُدم مشروع قانون موازٍ لمجلس النواب من قِبل سيمون إم. هاملين من ولاية ماين في 12 مايو. حظي مشروع القانون هذا بتقرير إيجابي من لجنة سك العملة، الأوزان، والمقاييس، التي أحيل إليها، وأعاد أندرو سومرز من نيويورك تقريره إلى مجلس النواب في 29 مايو، موصيًا بإقرار مشروع القانون. عُرض مشروع القانون هذا على مجلس النواب في 15 يونيو 1936، ولكن كان من المطلوب الحصول على موافقة بالإجماع للنظر فيه، واعترض جون تابر من نيويورك.
مُرر مشروع القانون في مجلس الشيوخ، مع التعديلات الموصى بها، دون مناقشة أو معارضة في الأول من يونيو عام 1936. ونظر مجلس النواب في مشروع القانون، بناء على اقتراح سومرز، في 20 يونيو/حزيران.  كان ذلك اليوم هو اليوم الأخير من الدورة، وكان يومًا مزدحمًا بشكل استثنائي في الكونغرس. كان مشروع قانون الإسكان وإزالة الأحياء الفقيرة معلقًا في مجلس النواب، لكنه تعطل في اللجنة، واعترض ستيفن إم. يونج من ولاية أوهايو في البداية، قائلاً إن مجلس النواب يجب أن يكرس وقته لمشاريع القوانين المهمة، وليس المقترحات الخاصة بسك نصف الدولار. طلب سومرز منه سحب اعتراضه، انضم إليه برتراند إتش. سنيل من نيويورك، الذي صرح بأنه إذا ضغط يونج على اعتراضه على هذا بعد عدم وجود أي اعتراض على العديد من مشاريع القوانين الأخرى التي مُررت، فإنني أبلغكم بأنه سيكون هناك الكثير من الأشياء الأخرى التي سيُعترض عليها". سحب يونغ اعتراضه، ومُرر مشروع القانون دون مزيد من المناقشة أو المعارضة. قُر كقانون بتوقيع الرئيس فرانكلين د. روزفلت في 29 يونيو 1936، مما يسمح بإصدار 30 ألف نصف دولار من مقاطعة يورك، ولا يمكن إصدار أقل من 25 ألفًا منها في أي وقت.

## تحضير

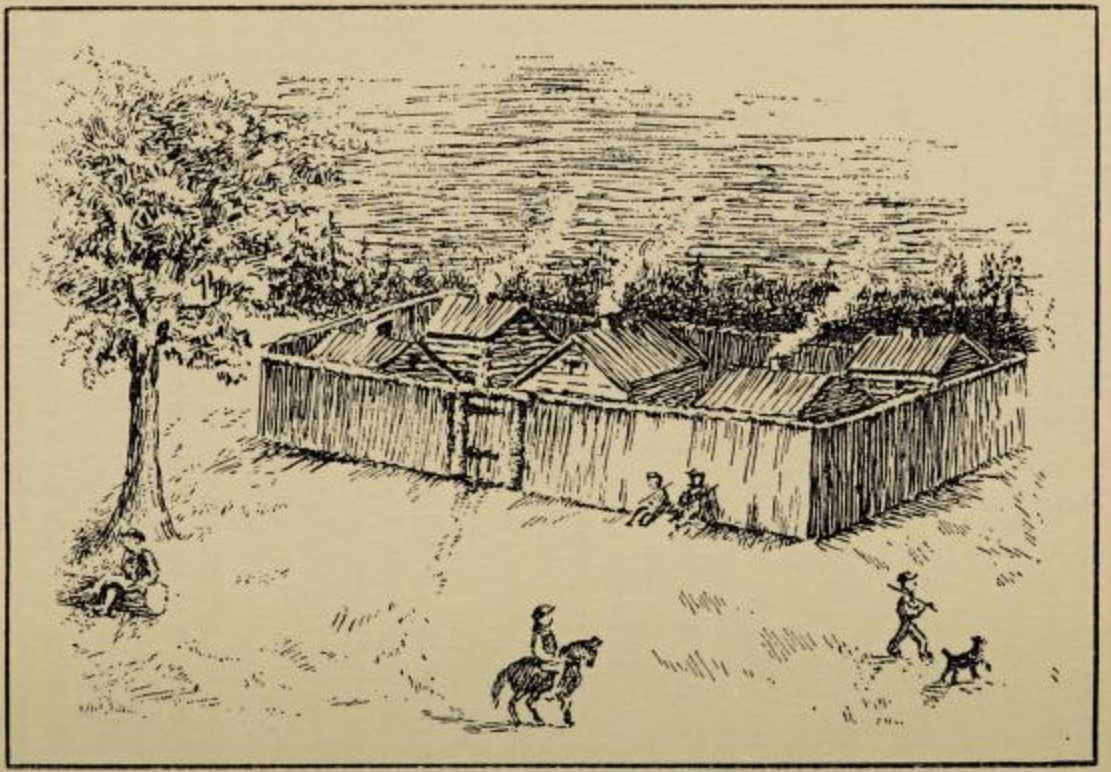
كان هذا الرسم التخطيطي من كتاب أصحاب ساكو هو الأساس للوجه الأمامي لنصف دولار مقاطعة يورك.

لا تتوفر سوى معلومات قليلة عن إعداد تصاميم العُملات المعدنية لنصف دولار مقاطعة يورك. اختارت لجنة إحياء ذكرى تأسيس مقاطعة يورك، المسؤولة عن اتخاذ الترتيبات الخاصة بنصف الدولار، الفنان والتر إتش ريتش من بورتلاند لإنشاء التصميمات. استند في تصميم الوجه الأمامي، الذي يُصور حامية براون، إلى رسم تخطيطي نُشر في كتاب مالكو ساكو (1931) بقلم فرانك سي. ديرينج، والوجه الخلفي على ختم مقاطعة يورك.
اقترح مؤلف علم العملات دون تاكساي أن لجنة الفنون الجميلة (CFA)، التي قُدِّمت إليها تصميمات ريتش، كانت مثقلة بالعملات التذكارية العديدة التي اعتمدت في عام 1936، ولم تتمكن من تخصيص سوى قدر ضئيل من الاهتمام لقطعة مقاطعة يورك. كُلفت اللجنة بموجب أمر تنفيذي صادر عام 1921 من قِبل الرئيس وارن جي هاردينج بتقديم آراء استشارية بشأن الأعمال الفنية العامة، بما في ذلك العملات المعدنية. في 24 يوليو 1936، كتب سكرتير CFA، HR Caemmerer، إلى مساعدة مدير دار سك العملة ماري إم. أوريلي أن CFA اجتمعت مع ريتش قبل أسبوع ووافقت على التصميمات بشرط إجراء تغييرات طفيفة على نمط الحروف. في الأول من أغسطس، ذكرت صحيفة بوسطن أدفرتايزر أن الموافقة النهائية صدرت من قِبل وزير الخزانة هنري مورجنثاو.
نُحت تصميم العملة المعدنية بواسطة شركة GS Pacetti في بوسطن، باستخدام النحاس بدلاً من الجبس المعتاد، في حين تم قُلصت القوالب من النماذج بواسطة شركة Medallic Art Company في مدينة نيويورك. وفقًا لنيكولز، هذه هي المرة الأولى التي يُصنع فيها نماذج من النحاس الأصفر لعملة أمريكية، وأثارت الكثير من التعليقات الإيجابية.

## تصميم
نظرًا لأن تصميمات ريتش كانت منحوتة من المعدن وليس الجص المعتاد، فإن التصميم يتميز بنقش مسطح غير عادي يذكرنا أكثر بالتصميمات اللاحقة (أواخر القرن العشرين وما بعده). يُصور الوجه الأمامي منطقة أول مستوطنة أوروبية في ولاية ماين، مع حامية براون، نهر ساكو، وأربعة حراس أمام الحصن، مع أحدهم راكبًا. وهذا جعل نصف دولار مقاطعة يورك ثالث عُملة أمريكية تصور حصانًا، بعد دولار لافاييت (المؤرخ عام 1900)، ونصف دولار ستون ماونتن التذكاري (1925). خلف الحصن تشرق الشمس، ومن بين أشعتها تظهر كلمة LIBERTY؛ أسفل الحصن يظهر شعار E PLURIBUS UNUM. يظهر حول التصميم اسم الدولة المصدرة وفئة العملة.
على الجانب الآخر، وجود صليب في ختم مقاطعة يورك يجعل نصف الدولار هذا واحدًا من عُملتين أمريكيتين فقط (مع نصف دولار الذكرى المئوية الثالثة لميريلاند عام 1934) يصوران صليبًا كجزء من التصميم. ترمز شجرة الصنوبر الموجودة في الجزء العلوي الأيسر من الدرع إلى ولاية ماين. تقع تواريخ الذكرى السنوية على جانبي الدرع، مع IN GOD WE TRUST أسفلها YORK COUNTY FIRST COUNTY IN MAINE المحيطة بالدرع. تَظهر الأحرف الأولى من اسم المصمم W.H.R.، بالقرب من الحدود السفلية.
اعتبر تاكساي أن نصف دولار مقاطعة يورك أقل قيمة من العُملة التذكارية الأخرى التي وافق عليها الرئيس روزفلت في نفس اليوم، وهي نصف دولار جسر خليج سان فرانسيسكو-أوكلاند. في جزء منه، ألقى باللوم على "الرسم غير الاحترافي لحامية براون" المستخدم في الوجه، "لكن الخلفية المملة، والنقوش الحدودية كبيرة الحجم أقل تبريرًا، حتى مع الأخذ في الاعتبار أن ريتش كان رسامًا للحياة البرية وليس نحاتًا محترفًا".
يكره تاجر العُملات بي ماكس ميل، في عمله التذكاري عام 1937، نصف دولار مقاطعة يورك. "يذكرني التصميم بالميدالية أكثر من العملة المعدنية، وفي رأيي المتواضع لن يفوز بجائزة الجمال". لاحظ ديفيد بولووا في عام 1938 أن العملة المعدنية تشبه قطعة فورت فانكوفر، ذكر أن عملة مقاطعة يورك تعرضت لانتقادات لكونها بسيطة للغاية، على الرغم من أنه يعتقد أن هذا ربما يكون بسبب النقوش الكبيرة المحيطة بالتصاميم. كتب ستيوارت موشر في عام 1940 أن تصميم الوجه الأمامي كان "رائعًا".

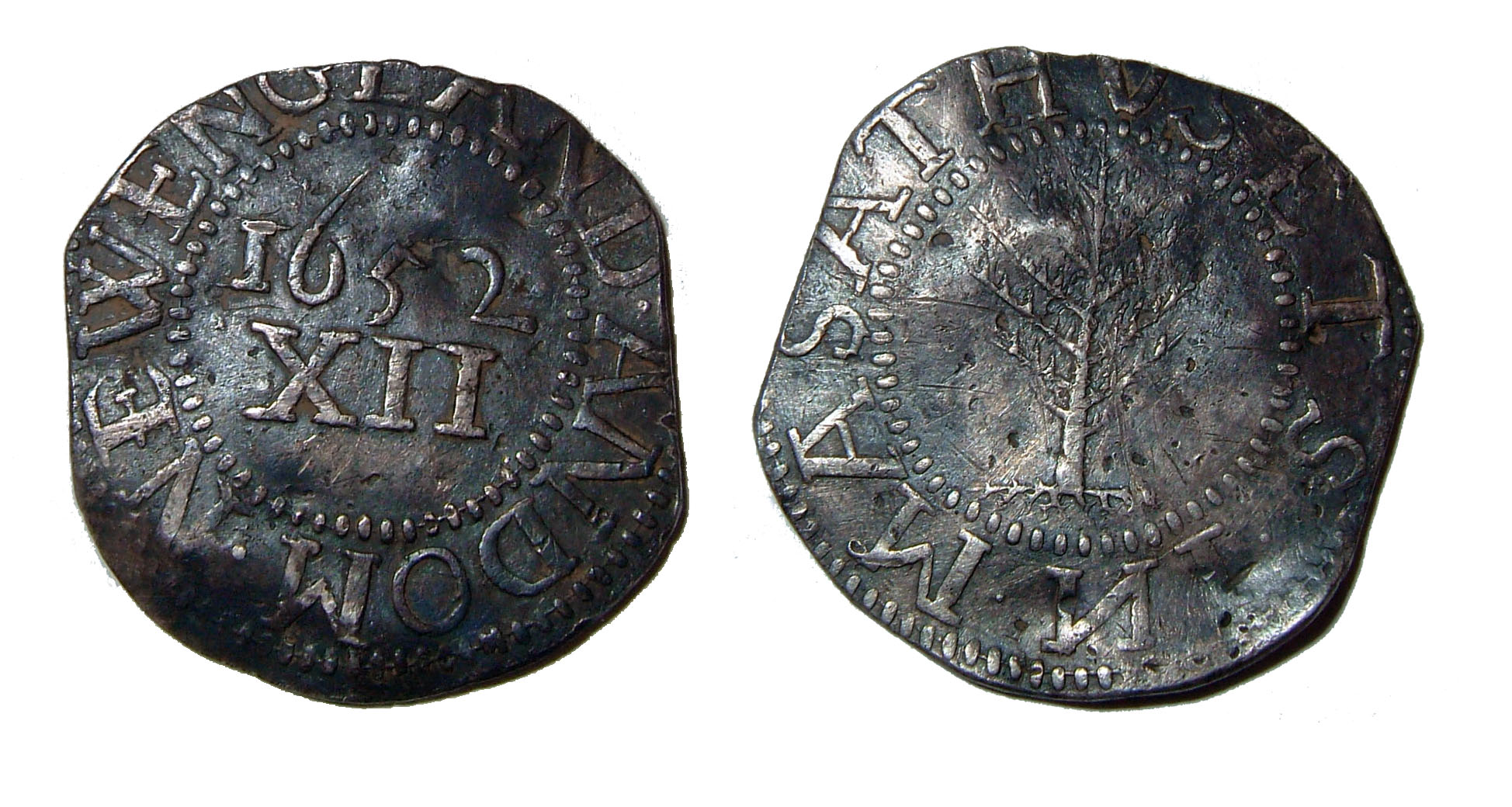
مقارنة الحواف العريضة لنصف دولار مقاطعة يورك مع حواف شلن شجرة الصنوبر.

دافع ويليام ف. شيان عن نصف مقاطعة يورك في مقال في عدد يناير 1975 من مجلة The Numismatist. واقترح أن العملة المعدنية، بحوافها العريضة، كانت تهدف إلى استحضار العملات الاستعمارية في ماساتشوستس، وولاية ماين جزءًا منها منذ فترة طويلة، مثل شلن شجرة الصنوبر. يُقال إنه لا جدال في الذوق. فإذا كان الجمال في عين الناظر، فإن من يرى في نصف دولار مقاطعة يورك اتحادًا متناغمًا بين زخارف من العُملات الاستعمارية الإنجليزية، سيرى بجعةً بدلًا من بطة قبيحة كلما صادف نصف دولار مقاطعة يورك.
انتقد مؤرخ الفن كورنيليوس فيرمول في كتابه عن العملات والميداليات الأمريكية، تصميم نصف دولار مقاطعة يورك: "قليل من العملات استحقت الرماد والكراهية أكثر من هذا". اعتبر التصاميم "غير مثيرة للاهتمام لأي شخص خارج أكثر الدوائر المحلية المحلية تشددًا. يملأ النظام القديم لأشعة الشمس الخلفية فوق المباني، وضع الشعارات التقليدية في الحدود الداخلية يفوز بسهولة بجائزة كبرى لعدم الخيال".... الأداء العام عاديٌّ للغاية. بدلًا من تصميمٍ لعملةٍ معدنية، فهو أشبه بميداليةٍ لزجاجة براندي عتيقة.

## الإصدار والتوزيع والجمع

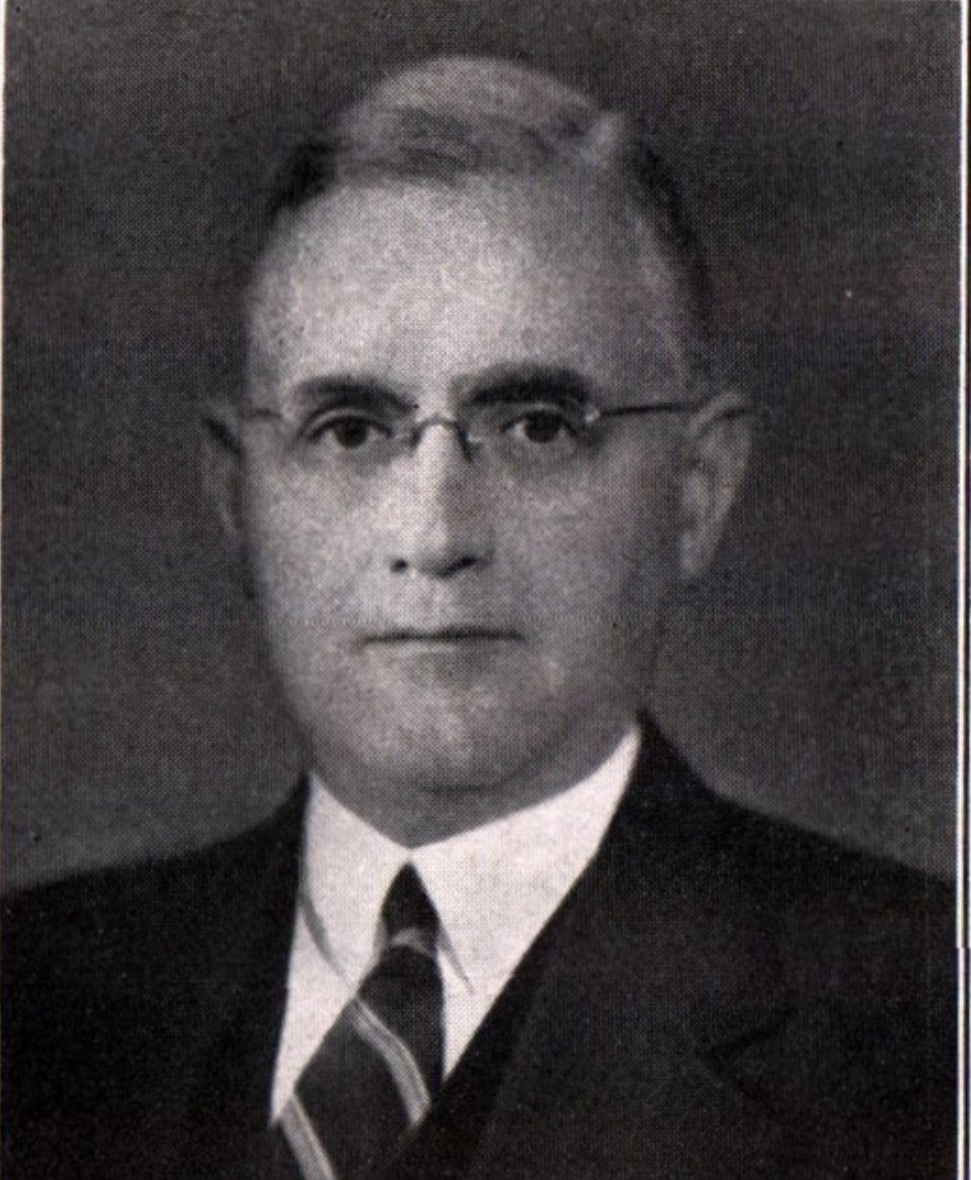
والتر ب. نيكولز

في رسالة مؤرخة 21 يوليو/تموز 1936، أبلغ رئيس لجنة الذكرى المئوية الثالثة، جورج وينتوورث، أوريلي أن لجنته تخطط لإيداع 15,000 دولار لدفع ثمن سك 30,000 نصف دولار مصرح به، بالإضافة إلى مبلغ لدفع نفقات دار سك العملة في سك العملات المعدنية. وعلى الرغم من ذلك، ضرب دار سك العملة في فيلادلفيا في أوائل أغسطس/آب 1936 25,000 قطعة فقط، بالإضافة إلى 15 قطعة أخرى احتفظت بها الدار لفحصها في اجتماع لجنة التحليل السنوي لعام 1937. وفي رسالة بتاريخ 15 مارس/أذار 1937 إلى مديرة دار سك العملة نيللي تايلو روس، ذكر السيناتور وايت أن اللجنة أخطأت، عندما اعتقدت أن 25 ألف قطعة فقط هي المصرح بها. يأمل في أن تُصدر 5000 المتبقية، المؤرخة بعام 1937، لدعم جمع التبرعات الإضافية، لكن دار سك العملة رفضت ذلك.
سُك أول 100 عملة معدنية، إلى جانب خريطة تصور "مقاطعة أولد يورك ماين"، وضعت في صندوق زجاجي للعرض. رُقم كل منها وفقًا للترتيب الذي سُكت العملة به. أُشرف على توزيع العملات المعدنية على الجمهور من قِبل نيكولز نيابة عن لجنة العملات التذكارية لمقاطعة يورك. خُصص عشرة آلاف دولار لسكان ولاية ماين. وشهد الحماس الأولي زيادة كبيرة في التخصيصات المخصصة لسكان ولاية ماين، بيعت العملات المعدنية المخصصة لسكان خارج الولاية. كان السعر 1.50 دولارًا لسكان ولاية ماين، و1.65 دولارًا (بما في ذلك البريد) لأولئك الذين يعيشون في أماكن أخرى. عندما توقفت المبيعات في منتصف عام 1937، كان لدى اللجنة ما يزيد على 6000 قطعة نقدية متبقية. احتفظت اللجنة بهذه العملات وعرضتها للبيع في الخمسينيات من القرن العشرين بسعر 15.50 دولارًا لعشر عملات معدنية؛ بيعت بسرعة.
باستثناء أول 100 عملة معدنية، بيعت العملات التذكارية في حاملات ورق قابلة للطي تُصور على غلافها الأمامي رسومات خطية سوداء لحامية براون وبنك يورك الوطني في ساكو. تضمنت أيضًا فتحات تتسع لخمس عملات معدنية إضافية، بالإضافة إلى ملحق ورقي كُتب عليه "نشكركم على اهتمامكم بنصف الدولار التذكاري، ونقدم لكم كرم ضيافة مقاطعة يورك، مين. لجنة مقاطعة يورك للعملات التذكارية". بحلول عام 1940، بيعت عملة يورك بحوالي 1.25 دولار أمريكي في حالتها غير المتداولة، مع أن هذا السعر ارتفع إلى 2.50 دولار أمريكي بحلول عام 1950، 10دولارات بحلول عام 1960، و325 دولارًا أمريكيًا بحلول عام 1985. تُدرج النسخة الفاخرة من كتاب RS Yeoman 's A Guide Book of United States Coins، الذي نُشر في عام 2020، العملة المعدنية بسعر يتراوح بين 160 و220 دولارًا، اعتمادًا على الحالة. بيعت عينة استثنائية بمبلغ 7475 دولارًا في عام 2008. تبلغ قيمة حامل العُملة الأصلي الذي أُرسل ما يصل إلى خمسة أنصاف دولارات من مقاطعة يورك فيه إلى المشترين ما بين 50 إلى 125 دولارًا، وفقًا لـ Swiatek (الذي كتب في عام 2012) وإذا كان مصحوبًا بالملحق الأصلي يصل إلى 150 دولارًا، اعتمادًا على الحالة.

## ملحوظات
1. ↑  The edge is ridged, or milled.